# 云纹鳗鲡
云纹鳗鲡（学名：Anguilla nebulosa）为鳗鲡科鳗鲡属的鱼类。分布於東非、莫三比克、馬拉威、孟加拉]、印度、斯里蘭卡、缅甸、印尼、印尼苏门答腊北部、馬達加斯加等地的淡水流域。。